# Шкофи
Шкофи (словен. Škofi, итал. Scoffi) је насељено место у општини Комен, Обално-Крашка регија, Словенија.

## Историја
До територијалне реорганизације у Словенији био је у саставу старе општине Сежана.

## Становништво
У попису становништва из 2011. године, Шкофи је имао 8 становника.
| Број становника према пописима | Број становника према пописима | Број становника према пописима |
| ------------------------------ | ------------------------------ | ------------------------------ |
| 1991                           | 2002                           | 2011                           |
| 11                             | 7                              | 8                              |